# Foce e medio corso del Fiume Entella
Foce e medio corso del Fiume Entella este o arie protejată (arie specială de conservare — SAC, sit de importanță comunitară — SCI) din Italia întinsă pe o suprafață de 78 ha, integral pe uscat.

## Localizare
Centrul sitului Foce e medio corso del Fiume Entella este situat la coordonatele 44°21′01″N 9°21′27″E / 44.350278°N 9.3575°E.

## Înființare
Situl Foce e medio corso del Fiume Entella a fost declarat sit de importanță comunitară în iunie 1995 pentru a proteja 95 de specii de animale. Situl a fost protejat și ca arie specială de conservare în aprilie 2017.

## Biodiversitate
Situată în ecoregiunea mediteraneană, aria protejată conține 10 habitate naturale: Păduri de pin mediteraneene cu pini mezogeni endemici, Păduri de stejar alb estice, Păduri aluvionare cu Alnus glutinosa și Fraxinus excelsior (Alno-Padion, Alnion incanae, Salicion albae), Păduri de Quercus ilex și Quercus rotundifolia, Liziere de ierburi înalte hidrofile de câmpie și de nivel montan până la alpin, Pășuni mediteraneene udate de apa mării (Juncetalia maritimi), Râuri mediteraneene cu debit permanent cu specii de Paspalo-Agrostidion și galerii riverane de Salix și de Populus alba, Estuare, Vegetație anuală la limita mareei, Râuri mediteraneene cu debit intermitent, cu specii de Paspalo-Agrostidion.
La baza desemnării sitului se află mai multe specii protejate:
- păsări (93): fluierar de munte (Actitis hypoleucos), pescăruș albastru (Alcedo atthis), rață pitică (Anas crecca), rață mare (Anas platyrhynchos), fâsă-de-câmp (Anthus campestris), fâsă de pădure (Anthus trivialis), lăstunul mare (Apus apus), stârc cenușiu (Ardea cinerea), stârc roșu (Ardea purpurea), stârc galben (Ardeola ralloides), rață-cu-cap-castaniu (Aythya ferina), rață roșie (Aythya nyroca), Bubulcus ibis, ciocârlie-cu-degete-scurte (Calandrella brachydactyla), Calidris alba, fugaci mic (Calidris minuta), bătăuș (Calidris pugnax), sticlete (Carduelis carduelis), Cettia cetti,  prundaș gulerat mic (Charadrius dubius), prundaș gulerat mare (Charadrius hiaticula), chirighiță neagră (Chlidonias niger), florinte (Chloris chloris), mierla de apă (Cinclus cinclus), șerpar (Circaetus gallicus), erete de stuf (Circus aeruginosus), cuc (Cuculus canorus), gușă vânătă (Cyanecula svecica), lăstun de casă (Delichon urbicum), ciocănitoare pestriță mare (Dendrocopos major), egretă mică (Egretta garzetta), presură sură (Emberiza calandra), presură bărboasă (Emberiza cirlus), presură de grădină (Emberiza hortulana), presură de stuf (Emberiza schoeniclus), măcăleandru (Erithacus rubecula), cinteză (Fringilla coelebs), Fringilla montifringilla, lișiță (Fulica atra), găinușă de baltă (Gallinula chloropus), piciorong (Himantopus himantopus), rândunică (Hirundo rustica), stârc pitic (Ixobrychus minutus), capîntortură (Jynx torquilla), sfrâncioc roșiatic (Lanius collurio), sfrâncioc cu cap roșu (Lanius senator), Larus argentatus, pescăruș sur (Larus canus), pescăruș negricios (Larus fuscus), pescăruș-cu-cap-negru (Larus melanocephalus), pescăruș râzător (Larus ridibundus), câneparul (Linaria cannabina), privighetoare (Luscinia megarhynchos), codobatură galbenă (Motacilla alba), codobatură de munte (Motacilla cinerea), codobatura galbenă (Motacilla flava), muscar sur (Muscicapa striata), stârc de noapte (Nycticorax nycticorax), pietrar sur (Oenanthe oenanthe), pițigoi mare (Parus major), vrabie (Passer domesticus), vrabie de câmp (Passer montanus), Phalacrocorax aristotelis desmarestii, Phalacrocorax carbo sinensis, Phoenicopterus ruber, codroș de munte (Phoenicurus ochruros), codroșul de pădure (Phoenicurus phoenicurus), pitulice de munte (Phylloscopus collybita), pitulice-fluierătoare (Phylloscopus trochilus), ciocănitoarea verde (Picus viridis), țigănuș (Plegadis falcinellus), cresteț pestriț (Porzana porzana), mărăcinar (Saxicola rubetra), mărăcinar negru (Saxicola torquatus), sitar de pădure (Scolopax rusticola), cănăraș (Serinus serinus), rață cârâitoare (Spatula querquedula), scatiu (Spinus spinus), chiră de baltă (Sterna hirundo), chiră mică (Sternula albifrons), turturică (Streptopelia turtur), silvie cu cap negru (Sylvia atricapilla), silvie de câmp (Sylvia communis), corcodel mic (Tachybaptus ruficollis), chiră de mare (Thalasseus sandvicensis), fluierar negru (Tringa erythropus), fluierar de mlaștină (Tringa glareola), fluierar cu picioare verzi (Tringa nebularia), fluierarul cu picioare roșii (Tringa totanus), mierlă (Turdus merula), sturz-cântător (Turdus philomelos), pupăză (Upupa epops), Zapornia parva
- nevertebrate (1): Euplagia quadripunctaria
- pești (1): Telestes muticellus

Pe lângă speciile protejate, pe teritoriul sitului au mai fost identificate 2 specii de plante, 2 specii de păsări, 1 specie de amfibieni, 7 specii de nevertebrate, 4 specii de pești, 6 specii de reptile.